# Thành phố đô thị Milano
Thành phố đô thị Milano (tiếng Ý: Città Metropolitana di Milano) thuộc vùng Lombardia tại Ý. Thủ phủ là thành phố Milano. Nó thay thế tỉnh Milano và bao gồm thành phố Milano cùng 133 khu tự quản (comuni) khác. Nó được thành lập theo cải cách chính quyền địa phương và hoạt động từ năm 2015. Đứng đầu thành phố đô thị Milano là thị trưởng vùng đô thị (Sindaco metropolitano) và hội đồng vùng đô thị (Consiglio metropolitano). Thành phố đô thị Milano có diện tích 1.575 km² với hơn 3 triệu dân. Về phía bắc của Thành phố đô thị Milano là tỉnh Varese và tỉnh Monza và Brianza, ở phía đông là tỉnh Bergamo, ở phía đông nam là tỉnh Cremona và tỉnh Lodi, phía tây nam là tỉnh Pavia và phía tây là tỉnh Novara (Piemonte). Nó cũng bao gồm khu tự quản San Colombano al Lambro nằm lọt giữa hai tỉnh Lodi và Pavia.

## Hành chính
- Abbiategrasso
- Albairate
- Arconate
- Arese
- Arluno
- Assago
- Baranzate
- Bareggio
- Basiano
- Basiglio
- Bellinzago Lombardo
- Bernate Ticino
- Besate
- Binasco
- Boffalora sopra Ticino
- Bollate
- Bresso
- Bubbiano
- Buccinasco
- Buscate
- Bussero
- Busto Garolfo
- Calvignasco
- Cambiago
- Canegrate
- Carpiano
- Carugate
- Casarile
- Casorezzo
- Cassano d'Adda
- Cassina de' Pecchi
- Cassinetta di Lugagnano
- Castano Primo
- Cernusco sul Naviglio
- Cerro al Lambro
- Cerro Maggiore
- Cesano Boscone
- Cesate
- Cinisello Balsamo
- Cisliano
- Cologno Monzese
- Colturano
- Corbetta
- Cormano
- Cornaredo
- Corsico
- Cuggiono
- Cusago
- Cusano Milanino
- Dairago
- Dresano
- Gaggiano
- Garbagnate Milanese
- Gessate
- Gorgonzola
- Grezzago
- Gudo Visconti
- Inveruno
- Inzago
- Lacchiarella
- Lainate
- Legnano
- Liscate
- Locate di Triulzi
- Magenta
- Magnago
- Marcallo con Casone
- Masate
- Mediglia
- Melegnano
- Melzo
- Mesero
- Milano
- Morimondo
- Motta Visconti
- Nerviano
- Nosate
- Novate Milanese
- Noviglio
- Opera
- Ossona
- Ozzero
- Paderno Dugnano
- Pantigliate
- Parabiago
- Paullo
- Pero
- Peschiera Borromeo
- Pessano con Bornago
- Pieve Emanuele
- Pioltello
- Pogliano Milanese
- Pozzo d'Adda
- Pozzuolo Martesana
- Pregnana Milanese
- Rescaldina
- Rho
- Robecchetto con Induno
- Robecco sul Naviglio
- Rodano
- Rosate
- Rozzano
- San Colombano al Lambro
- San Donato Milanese
- San Giorgio su Legnano
- San Giuliano Milanese
- San Vittore Olona
- San Zenone al Lambro
- Santo Stefano Ticino
- Sedriano
- Segrate
- Senago
- Sesto San Giovanni
- Settala
- Settimo Milanese
- Solaro
- Trezzano Rosa
- Trezzano sul Naviglio
- Trezzo sull'Adda
- Tribiano
- Truccazzano
- Turbigo
- Vanzaghello
- Vanzago
- Vaprio d'Adda
- Vermezzo
- Vernate
- Vignate
- Villa Cortese
- Vimodrone
- Vittuone
- Vizzolo Predabissi
- Zelo Surrigone
- Zibido San Giacomo